# Vintertælling
En vintertælling er en slags kortfattet, indiansk historiebog, der i sin mest kendte form blev ført med simple tegninger på et bisonskind. Ved at knytte en illustration af en mindeværdig hændelse til et bestemt år huskede føreren af vintertællingen både vigtige personer og steder:340  samt historiske begivenheder i kronologisk orden. Samtidig holdt han styr på tidens gang.:2 
Det amerikanske udtryk ”winter count” (fra sioux-betegnelsen waniyetu yawapi: ”At tælle vintre”) :723  ses også oversat til dansk som ”vinterfortælling”. :33  Siouxer bruger ordet ”vinter” for både årets kolde sæson og for et helt år; ergo indeholder vintertællinger tegninger, der viser tilbage til hændelser på alle tider af året.:339 
Især indianerne på prærien førte vintertællinger. Kiowaer, sortfødder og andre stammer skabte dem, og navnlig gjorde lakotaerne (teton-siouxerne) det.:723 

## Vintertællinger gennem tiden
Det er umuligt at fastslå, hvor længe vintertællinger har eksisteret. I første fase af deres udvikling blev de rimeligvis husket og fortalt og givet videre mundtligt til næste generation;:2  næsten alle sortfødder holdt således deres vintertællinger gemt i hovedet,:3  selv da andre stammer begyndte at levendegøre dem ved at føre dem ned på skind som tegninger lavet med naturfarver.:6  Denne nye fase tog måske fart omkring starten af 1800-tallet.:7  :145 
Efter 1850 bragte den større kontakt mellem prærieindianerne og hvide handelsfolk nye farver og andre materialer i hænderne på vintertællingernes skabere.:4  De oprindelige røde, brune og gullige farver frembragt af jernholdigt ler:7  gled ud til fordel for købt cinnoberrødt og pariserblåt.:4  Tegneflader af bomuldsstof, lærred og papir samt koskind erstattede mere og mere bison- og rådyrskind.:5 
Den såkaldte Rosebud vintertælling fra 1880erne er tegnet på fintvævet bomuld med først en skitseblyant:9  og siden trukket op og farvelagt med både farveblyanter og penselfarver.:11 
I takt med at flere sioux-indianere lærte at skrive på deres eget sprog efter 1852, foretrak de at nedfælde vintertællingerne som korte tekster på papir. Dette var, hvad lakota-høvding White Bull gjorde i en stilebog købt specielt til formålet.:2 
Flere uafbrudt opdaterede vintertællinger, der går århundreder tilbage i tiden, findes nu kun som tekster på papir. Det gælder f.eks. yanktonaien John K. Bears vintertælling, der dækker tidsrummet 1682-1883. Den er skrevet på siouxernes N-dialekt,:3  men menes at være blevet ført af høvding Drifting Goose (1819-1909) gennem en længere periode.:12 
Der findes ingen ægte vintertællinger tegnet på bisonskind mere som følge af en udbredt skik med at placere personlige ejendele sammen med en afdød.:6  :145 

## At føre en vintertælling
En enkelt person stod gerne med ansvaret for at opbevare, huske og videreføre en vintertælling. Blandt ponca-indianerne var det en høvding af anden rang, der nød æren af at være stammens historieskriver.:71  En vintertælling angik enten hele stammen eller – nok oftest – mere snævert og lokalt en bestemt lejr eller by.:6 
Et sioux-år gik fra første dag med sne over vinter, forår, sommer, efterår og til første dag med sne igen. Med året omme valgte føreren af vintertællingen tit en usædvanlig begivenhed at huske året på – morsom, dramatisk eller kun sjældent oplevet før. Han drøftede muligvis sagen med andre i lejren eller samordnede valget med andre af stammens førere af vintertællinger, hvis der var sket noget exceptionel erfaret af alle: En stor sejr, en koppe-epidemi eller et himmelfænomen. Året 1833 er nærmest konstant husket på en fantastisk nat med tusindvis af stjerneskud synlige på det meste af prærien,:71  da Jorden krydsede Leonidernes bane natten mellem den 12. og 13. november.:177  Den valgte begivenhed blev illustreret af vintertællingens fører med en tegning ved siden af sidste års tegning.:2  Kiowaerne huskede hændelserne i et år knap så sparsomt ved at illustrere en begivenhed fra både vinter- og sommerhalvåret.:145 
Tegningerne bredte sig ofte i spiralform fra midten af tegnefladen ud mod kanten,:341  men det modsatte ses også. :342 
Blandt poncaerne forklarede vintertællingens fører regelmæssigt om denne til større forsamlinger, så stammens medlemmer kendte deres forhistorie.:72  Mod betaling kunne medlemmerne af en lejr konsultere vintertællingens ejer for f.eks. at forvisse sig om, hvor gamle de var, når de var født i den og den vinter.:2 
Når alderen tyngede føreren af en sioux vintertælling, meldte en yngre mand – måske en slægtning – sin interesse for at erhverve sig retten til at kopiere og videreføre hans vintertælling.:2  :12 
Flere vintertællinger fra 1900-tallet læner sig op ad tidligere vintertællinger eller er næsten rene kopier af dem.:4 

## De hvide hører om vintertællingerne
Da de hvide i 1876 første gang hørte om en tegnet indiansk ”årbog”, nemlig yanktonai-siouxen Lone Dogs vintertælling, vakte den opsigt og affødte også skepsis.:90  Lone Dogs vintertælling er dog ægte nok og viste sig at være langt fra enestående.
Den særligt interesserede Gerrick Mallery skrev som den første udførligt om siouxernes skind med tegninger af historiske begivenheder på, og han overtog snart deres eget ord for dem: Winter counts. Andre tætliggende sioux-betegnelser for skindene bliver oversat til ”winter records” og ”counting back”.:339 
Vintertællinger er genstand for omfattende studier, givet deres – skønt glimtvise – belysning af prærieindianernes tidlige historie som set med disses egne øjne. Selv oplysninger om vejret kan udledes af vintertællingerne.
Der kendes over 150 lakota vintertællinger,:723  og vintertællinger er dukket op blandt f.eks. mandanerne og kiowaerne.:145-153 